# De Oase (Drachten)
De Oase is een kerkgebouw in Drachten Noord in de Nederlandse provincie Friesland.

## Beschrijving
De Oase Kerk is een Protestanse Kerk die werd geopend op 13 april 1997 en is een opvallend gebouw gesitueerd op een centrale plaats in Drachten-Noord, op de hoek van de Ringweg en de Stationsweg. De twee gebouwdelen zijn gericht op de betonkleurige kerktoren met een hoogte van 26 meter. In het grootste gebouwdeel bevinden zich de kerkzaal en de ontmoetingsruimte. In de kerkzaal is plaats voor 640 stoelen. Door het openen van een vouwwand kan de ontmoetingsruimte hierbij getrokken worden (ruimte voor 200 plaatsen) in totaal heeft de kerk dan 840 zitplaatsen. Het dak van de kerkzaal is hol en rust op 5 spanten als de vingers van een hand. Deze vijf spanten symboliseren de hand van God. Het regenwater wordt opgevangen in een bak waarin de toren geplaatst is. Het dak van het andere gebouwdeel is bol, in dit gebouwdeel bevinden zich de nevenruimten.

###### Geschiedenis
De gemeente Drachten-Noord van de Gereformeerde kerk van Drachten bestond uit 3 wijken, elk met een predikant en kerkgebouw. Door de daling van het ledenaantal, het kerkbezoek en de kerkelijke inkomsten zag de Kerkenraad Algemene Zaken zich begin jaren negentig wegens (dreigende) onverantwoorde schulden genoodzaakt tot sanering van de kerkgebouwen in Drachten-Noord. Ondanks verzet besloot men tot verkoop van De Opdracht, de Noorderkerk en de Fonteinkerk inclusief de pastorieën, en over te gaan tot de bouw van een nieuw kerkgebouw en dat werd De Oase Kerk.

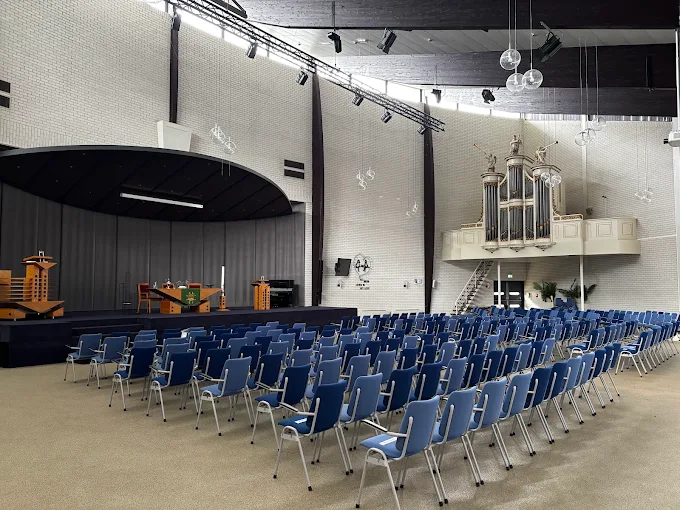
Interieur

In 2005 zijn de Hervormde Gemeente en de Gereformeerde Kerk in Drachten samengegaan in de Protestantse Gemeente van Drachten.

## Orgel en bands

### Hoofdorgel
Het orgel is in 1998 in de nieuwgebouwde Oase geplaatst en is afkomstig uit de voormalige Gereformeerde Noorderkerk in Drachten. Het is in 1978 in de huidige vorm gebouwd door de firma Pels & van Leeuwen en bestaat uit twee componenten. De kas en de frontpijpen zijn oorspronkelijk afkomstig uit de Hervormde Kerk in Mantgum. Hier stond een orgel dat in 1845 is gebouwd door L. van Dam en Zonen. In 1879 is dit orgel verplaatst naar de Evangelisch Lutherse Kerk in Harlingen. Het pijpwerk van het orgel in de Oase is afkomstig van het vorige orgel van de Noorderkerk. Dit bestaat voor zestig procent uit pijpwerk van J.S. Strümphler, van een orgel uit 1794 uit de R.K. Kerk te Purmerend. 
Ter gelegenheid van het 10-jarig bestaan van de kerk heeft de gemeente beelden geschonken voor op het orgel. Deze zijn in 2007 op het orgel geplaatst.
Het orgel staat in de Oase opgesteld op een aparte galerij aan de zijkant van de imposante kerkzaal. Het orgel 22 registers, verdeeld over Hoofdwerk, Bovenwerk en Pedaal. De klaviatuur zit aan de rechterzijde vanaf de kerkzaal.

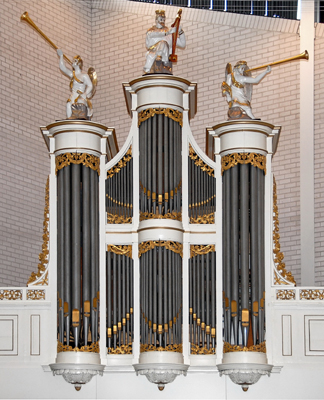
Orgel

##### Dispositie Hoofdorgel
| Hoofdwerk C-f3:    | Bovenwerk C-f3:   | Pedaal C-d1:    | Koppels en tremulant: |
| Prestant 8 vt.     | Holpijp 8 vt.     | Subbas 16 vt.   | Koppel HW-BW          |
| Roerfluit 8 vt.    | Gamba 8 vt. disc. | Gedekt 8 vt.    | Koppel Ped-HW         |
| Octaaf 4 vt.       | Prestant 4 vt.    | Koraalbas 4 vt. | Koppel Ped-BW         |
| Roerfluit 4 vt.    | Fluit 4 vt.       | Fagot 16 vt.    | Tremulant BW          |
| Quint 3 vt.        | Speelfluit 2 vt.  |                 |                       |
| Octaaf 2 vt.       | Sesqualter 2 st.  |                 |                       |
| Nachthoorn 2 vt.   | Nazard 3 vt.      |                 |                       |
| Mixtuur 4 st.      | Dulciaan 8 vt.    |                 |                       |
| Cornet 5 st. disc. |                   |                 |                       |
| Trompet 8 vt.      |                   |                 |                       |

#### Elektrisch koororgel
Naast het hoofdorgel beschikt de kerk ook over een elektrisch Johannes orgel die staat op de begaande grond. Dit orgel kan gemakkelijk worden gebruikt tijdens het begeleiden van het koor. Dit orgel is te verplaatsen omdat er wieltjes onder zitten. Dit orgel heeft twee manualen en een pedaal. Ook heeft dit orgel een elektrische zwelkast. 

### Muziek

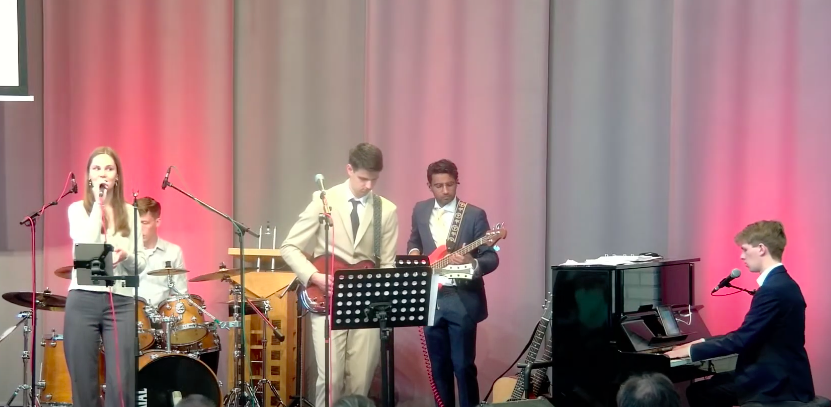
Oase Jeugdband

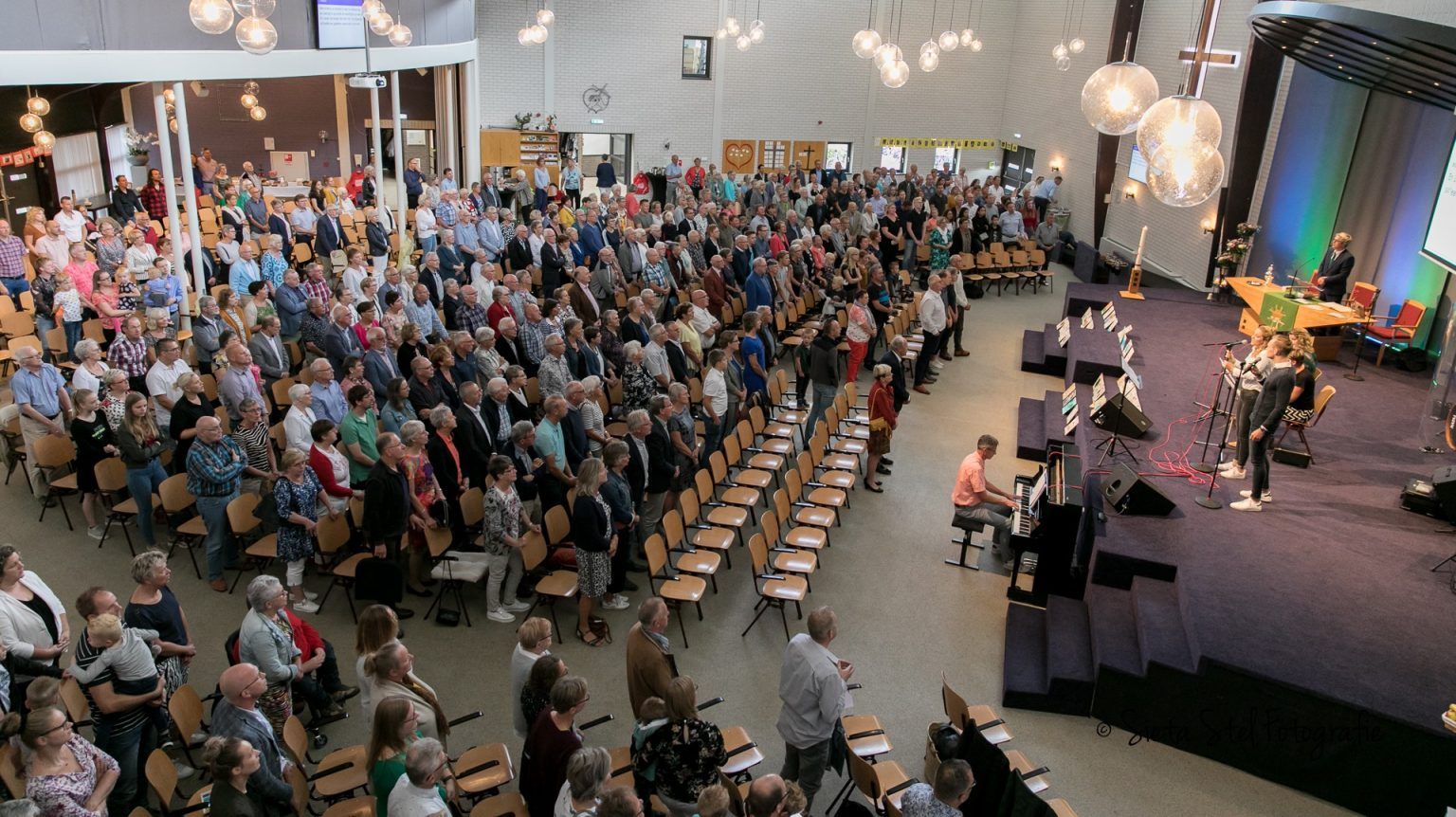
Zondagse ere dienst

Naast het gebruik van het kerkorgel voor erediensten en andere bijeenkomsten, is er in de kerk ook ruimte voor diverse vormen van moderne kerkmuziek. Er zijn drie vaste muziekgroepen actief die regelmatig bijdragen aan vieringen en bijzondere gelegenheden: de Jeugdband, het Oase Combo en de Familieband. Deze bands verzorgen eigentijdse, vaak meerstemmige muziek en begeleiden onder andere samenzang tijdens speciale diensten zoals welkomsdiensten, jeugd- en familiediensten. Door de inzet van deze bands krijgt de muzikale invulling van de eredienst een eigentijds karakter dat aansluit bij verschillende doelgroepen binnen de gemeente.